# Caroline von Holnstein

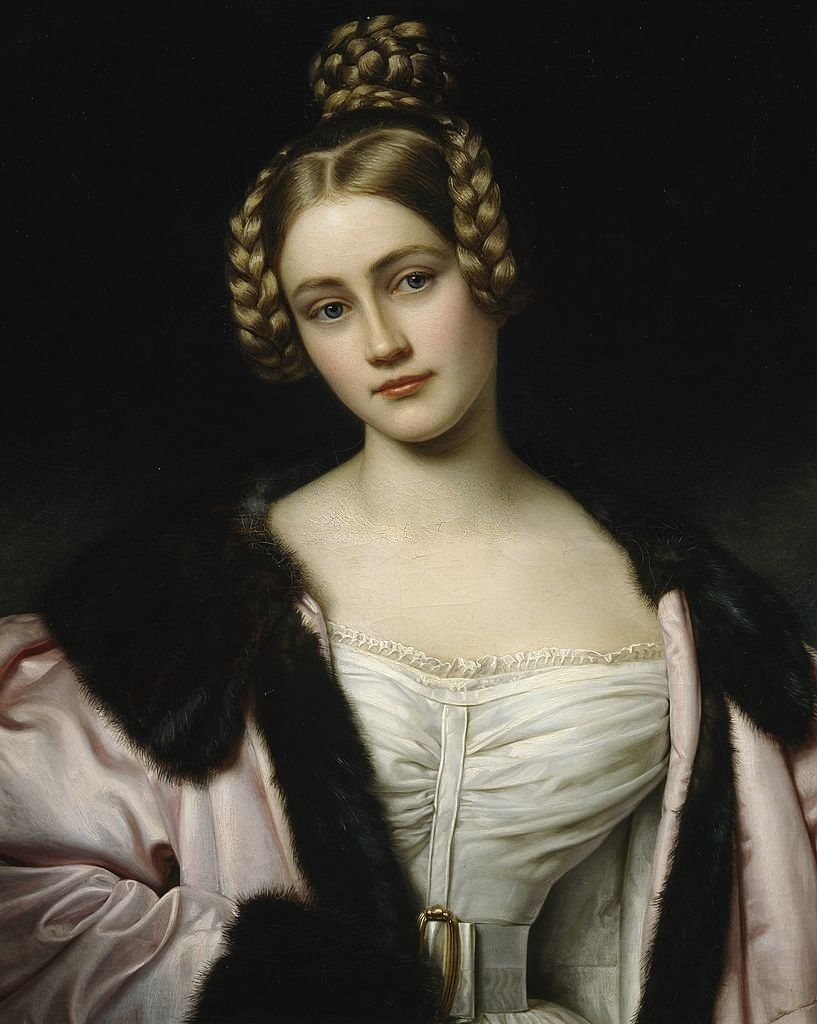
Porträt von Caroline von Holnstein, gemalt von Joseph Stieler

Caroline Gräfin von Holnstein aus Bayern (geborene Freiin von Spiering; * 8. Mai 1815 in Fronberg/Schwandorf; † 24. Juli 1859 in Fronberg/Schwandorf) war eine bayerische Adelige. Ihr Porträt, gemalt von Joseph Stieler, gehört zu den bekanntesten der 38 Porträtmalereien der Schönheitengalerie von König Ludwig I. im Schloss Nymphenburg.

## Leben
Caroline Maximiliana Maria Freiin von Spiering wurde am 8. Mai 1815 im Schloss Fronberg geboren. Sie war das fünfte Kind des Carl Theodor Freiherr von Spiering und dessen Ehefrau Johanna Nepumukena geborene Freiin von Enzberg. Einem populären Gerücht zufolge soll ihr leiblicher Vater jedoch Karl von Bayern, der Bruder des bayerischen Kronprinzen, gewesen sein.

### Ehe mit Graf Holnstein aus Bayern
Nach dem Tod des Vaters 1829 begann die Suche nach einem geeigneten Ehemann. Am 9. November 1831 heiratete sie erst 16-jährig den 18 Jahre älteren bayerischen Gutsbesitzer und königlichen Kämmerer Karl Theodor Graf Holnstein (1797–1857). Für diese Ehe sprach das Bestreben, den Grundbesitz der Familien Spiering und von Holnstein zusammenzulegen. In München, wo das Paar lebte, öffnete die Stellung ihres Gatten so manche Tür bei Hofe. Am 8. Dezember 1833 fiel die schöne Gräfin König Ludwig I. anlässlich einer Hofakademie erstmals auf. Sie wurde rasch zu einem der umschwärmten Mittelpunkte der Hofgesellschaft, der König ließ sie 1834 für seine Schönheitengalerie malen und es sich nicht nehmen, sie am 29. Dezember 1835 bei einer der höfischen Schlittenfahrten in seinem Schlitten durch München zu fahren.
Aus ihrer Ehe mit Graf Holnstein stammte ihr 1835 geborener Sohn Maximilian Karl Theodor von Holnstein. Dieser war ein Spielkamerad der Prinzen Ludwig und Otto (beide später Könige von Bayern). Diese Freundschaft blieb auch bestehen, nachdem Ludwig als König von Bayern den Thron bestiegen hatte. Max von Holnstein überbrachte Ludwigs „Kaiserbrief“ an Otto von Bismarck.

### Beziehung mit Freiherrn von Künsberg
Die noble Lebensart langweilte jedoch Caroline. Auf einem der zahlreichen Adelsfeste verliebte sich Caroline in den Freiherrn Wilhelm  von Künsberg. Der verheiratete Künsberg erwiderte die Gefühle, die fortan im Geheimen ausgetauscht wurden. Als die Ehefrau Künsbergs 1836 starb, verließ Caroline ihren Ehemann und zog mit dem Geliebten auf ihr Schloss in Fronberg. Künsberg musste wegen seiner Liebe die Kürassieruniform ausziehen. Ihr Ehemann, Karl Theodor Graf von Holnstein aus Bayern, hingegen duldete das Verhältnis seiner Frau und lehnte eine Scheidung ab. Dies ging sogar so weit, dass die ehelichen und unehelichen Kinder seiner Frau gemeinsam erzogen wurden. Erst nach dem Tode des Grafen Holnstein war der Weg zum Traualtar frei. Am 21. September 1857 gaben sie sich in der Wallfahrtskirche auf dem Kreuzberg in Schwandorf das Ja-Wort.
Die unehelichen Kinder Carolines und Wilhelms  von Künsberg wurden anschließend legitimiert und am 7. Juli 1859 in den bayerischen Freiherrenstand unter dem Namen Künsberg Freiherr von Fronberg aufgenommen. Diese Legitimation durfte die Mutter noch erleben. Caroline starb wenig später am 24. Juli 1859 in ihrem Schloss in Fronberg und wurde dort auch beigesetzt. Der Sarkophag mit ihren sterblichen Überresten steht in einem Nebenraum zur Schlosskapelle.

## Porträt in der Schönheitengalerie
Das Bild in der Schönheitengalerie ist 71,5 cm hoch und 58 cm breit. Auf der Rückseite ist es beschriftet: „Caroline Gräfin Holnstein aus Bayern geborene Freyin von Spiering erblickte das Licht der Welt auf dem Gute Frohnberg in Bayern dem 8. Mai 1815. Gemalt von J. Stieler 1834“. Am 18. Februar 1834 ist das Porträt in Stielers Atelier in der Münchner Residenz in Arbeit. Im Mai 1834 wurde es bezahlt.

## Kinder
- Karl Theodor von Holnstein (* 8. Dezember 1832, † 8. Dezember 1832)
- Johanna von Holnstein (* 17. September 1833, † 17. September 1833)
- Maximilian Carl Theodor von Holnstein (* 19. Oktober 1835, † 1. Februar 1895)
- Wilhelm Maximilian Künsberg Freiherr von Fronberg (* 27. März 1838, † 18. Juni 1909)
- Wilhelmine Maria Caroline Künsberg Freiin von Fronberg (* 23. August 1841, † 9. Juni 1889)
- Johann Friedrich Wilhelm Karl Künsberg Freiherr von Fronberg (* 26. September 1842, † 24. März 1876)
- Rudolf Philipp Wilhelm Goswin Karl Künsberg Freiherr von Fronberg (* 27. März 1844, † ?)

## Weitere Angehörige der Familie
- Alfred von Bülow (1851–1916), preußischer Geheimer Rat und Diplomat - Neffe von Caroline